# توم سوك
توم سوك هي محطة تخزين وضخ في منطقة جبل سانت فرانسوا لأوزاركس بميزوري وتبعد حوالي 90 ميلا (140 كم) إلى الجنوب من سانت لويس قرب ليسترفيل، ميزوري، في مقاطعة رينولدز. وتتولى تشغيلها شركة الكهرباء AmerenUE.
محطة توم سوك هي واحدة من أكبر المحطات من نوعها في سنة 1960 وقت إنشاءها، عندما بدءت بالعمل في سنة 1963 بمضختين توربيتين عكسيتين كل واحدة تولد 175 ميغا واط من الطاقة، وفي سنة 1999 المحطة طورت بمضخات تستوعب 225 ميغا واط لكل مضخة.
تم بناء محطة كهرومائية للضخ والتخزين للمساعدة في تلبية الطلب على الطاقة الكهربائية خلال وقت الذروة في النهار. يتم تشغيل المولدات الكهربائية عن طريق المياه المتدفقة من الخزان المائي الموجود على قمة جبل Proffit إلى الخزان السفلي على التفريعة الشرقية لنهر بلاك. في الليل، تُستخدم الكهرباء الزائدة على شبكة الكهرباء لضخ المياه مرة أخرى إلى قمة الجبل.